# Sòlid molecular

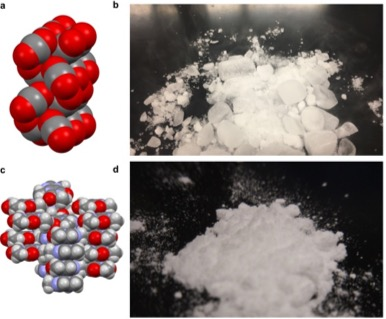
Models de l'empaquetament de molècules en dos sòlids moleculars, el diòxid de carboni o gel sec (a), i la cafeïna (c). Les boles grises, vermelles i morades representen el carboni, l'oxigen i el nitrogen, respectivament. Imatges de diòxid de carboni (b) i cafeïna (d) en estat sòlid a temperatura i atmosfera ambient. La fase gasosa del gel sec a la imatge (b) és visible perquè el sòlid molecular s'està sublimant.

Un sòlid molecular és un sòlid format per àtoms omolècules units per forces intermoleculars com per exemple les forces de Van der Waals, les interaccions dipol-dipol, les interaccions quadrupols, les interaccions π-π, els enllaços d'hidrogen, els enllaços halògens, les forces de dispersió de London i, en alguns sòlids moleculars, les interaccions coulombianes.
Donat que aquestes forces són febles, els sòlids moleculars posseeixen unes característiques especials. Com es requereix poca energia per a separar a les molècules individuals, aquests cristalls tendeixen a ser volàtils i a tenir punts de fusió baixos.
La magnitud de les forces de Van der Waals, tot i ser petites, poden variar considerablement segon sigui el nombre d'electrons i la polaritat de les molècules.
Exemples de sòlids moleculars són els cristalls de iode formats per molècules discontinues I2, i la cera de parafina, formada per molècules d'alcans de cadena llarga. A temperatures molt baixes, els gasos nobles es presenten como sòlids moleculars que es mantenen units per forces interatòmiques febles. Per exemple, l'argó congela a -189ºC en empaquetament cúbic centrat en la cara amb una distància de 3,8 Å entre els centres dels àtoms. Com exemple de molècula no polar que cristal·litza a temperatura baixa per a donar lloc a un sòlid molecular, tenim el Br2, que congela a -7ºC. El metà congela a -183ºC en cristalls d'empaquetament cúbic centrat.
| Tipus de sòlids | Material       | Tm (°C) | Tb (°C) |
| --------------- | -------------- | ------- | ------- |
| Metàlic         | Ferro          | 1,538   | 2,861   |
| Iònic           | Clorur de sodi | 801     | 1,465   |
| Covalent        | Diamant        | 4,440   | -       |
| Molecular       | Argó           | -189.3  | -185.9  |
| Molecular       | Aigua          | 0       | 100     |
| Molecular       | Naftalen       | 80.1    | 217.9   |
| Molecular       | Nicotina       | -79     | 491     |
| Molecular       | Cafeïna        | 235.6   | 519.9   |

## Propietats
Els cristalls moleculars tendeixen generalment a ser tous, compressibles i fàcilment deformables. Això es deu a la feblesa de les forces moleculars i al caràcter no direccional de les mateixes. Degut a la falta de direccionalitat de les forces de Van der Waals, dos plans d'un cristall molecular poden ser lliscats, un respecte de l'altre, sense que es produeixi una disminució important de les forces d'atracció existents entre ells. Ja que l'energia de les posicions intermèdies no és molt més gran que la de les posicions extremes estables, la deformació requereix una aportació d'energia petita.
Els cristalls moleculars son, en general, bons aïllants elèctrics. Les molècules en si no posseeixen càrrega elèctrica neta i, per tant, no poden transportar electricitat. A més a més, els electrons estan localitzats al voltant d'un nombre específic de nuclis, per la qual cosa no existeixen partícules carregades, ja siguin ions o electrons, que estiguin lliures per a moure's en un camp elèctric i actua com portadors de càrrega en la conducció elèctrica.
Els enllaços Van der Waals en sòlids moleculars són generalment més forts quan augmenta la mida dels àtoms i molècules involucrats. Per exemple, quan augmenta el nombre atòmic dels elements dels gasos noble, augmenta també la força d'enllaç; degut a que els electrons exteriors estan units més feblement, pel que són possibles dipols instantanis e induïts majors.
També els hidrocarburs manifesten està reacció. Les temperatures de fusió i ebullició en els alcans de cadena lineal, CnH2n+2, augmenten de forma progressiva.
En el procés de vaporització l'energia no es solament la necessària per a separar les molècules. Així, a l'augmentar el pes molecular serà necessària més energia. Això fa que les temperatures d'ebullició augmentin amb més rapidesa que les temperatures de fusió.